# Puig del Teix
El Puig del Teix (en mallorquín Puig des Teix) es una montaña que se encuentra en la Sierra de Tramontana (Mallorca, España), y que alcanza una altitud sobre el nivel del mar de 1064 metros. La cumbre pertenece al municipio de Deyá, pero el macizo en sí está repartido entre varios municipios, que son Valldemosa, Deyá, Sóller y Buñola.
El nombre de la montaña proviene del árbol tejo europeo (Taxus baccata, teix en catalán), que era muy común en todo el macizo y del cual ahora quedan unos cuantos ejemplares. 
Como curiosidad, decir que esta montaña da nombre al grupo artístico de Deyá "Els deu d'Es Teix".

## Principales accesos
La ruta normal es desde Son Moragues. 
- Desde Valldemosa, por Pastoritx y el Comellar de Ses Sitges.
- Desde Valldemosa, por Son Moragues.
- Desde Valldemosa, por el Pla d'es Pouet y el Camí de S'Arxiduc.
- Desde Deyá, por el Coll de Son Gallard y el Camí de S'Arxiduc.
- Desde Sóller, por Sa Galera.
- Desde el Coll de Sóller, por las Cases del Rei Sanxo.
- Desde Buñola, por el torrente de n'Angelè.

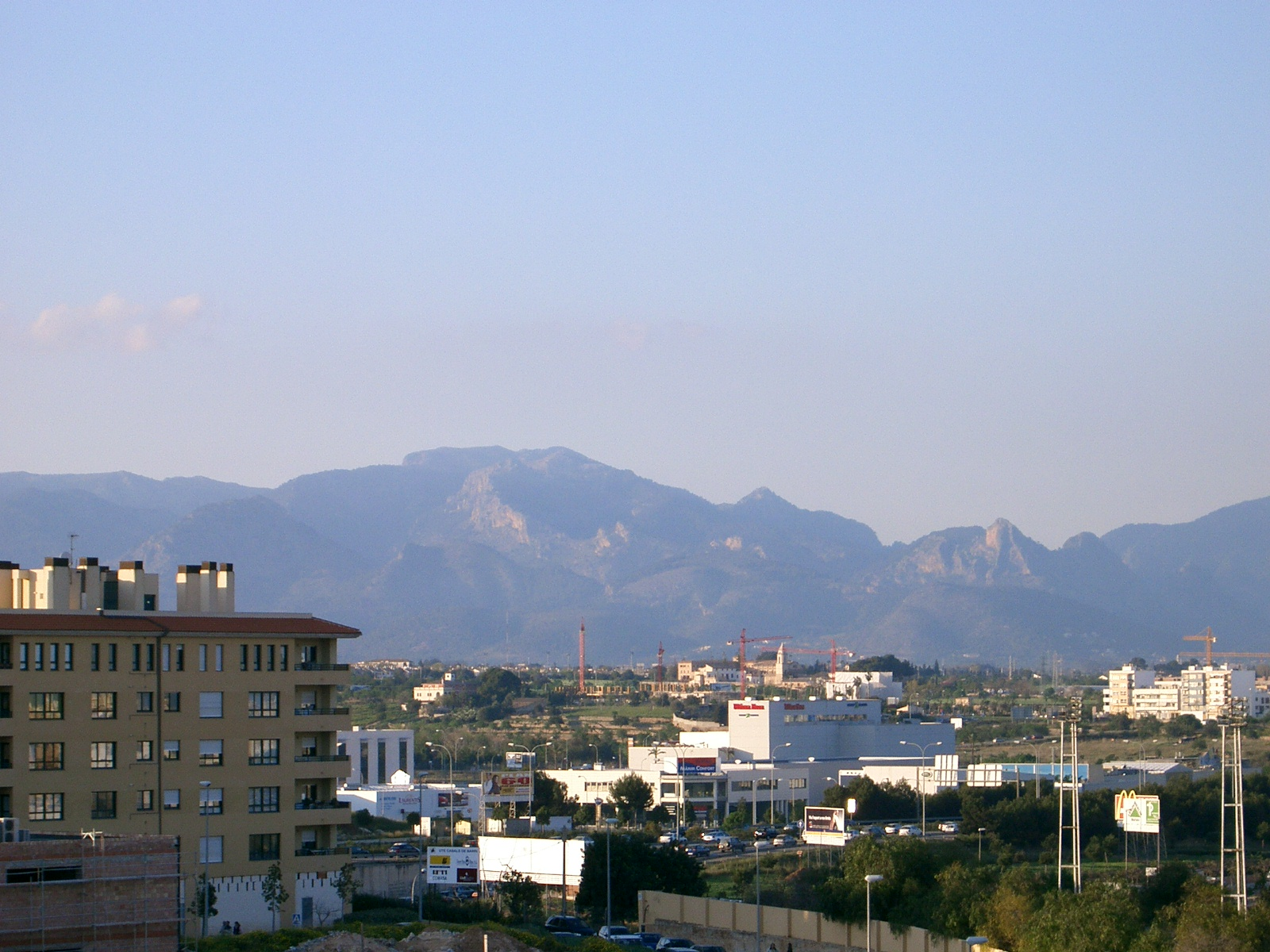
El macizo del Teix visto desde Palma de Mallorca.